# Myles R. Allen
Myles Robert Allen, CBE (* 11. August 1965) ist ein britischer Klimaforscher und Hochschullehrer. Er ist Professor für Geosystemwissenschaft an der University of Oxford und leitet dort ebenfalls die Climate Dynamics Group. Zudem leitet er das Forschungsprojekt ClimatePrediction.net, bei dem Freiwillige Rechenleistung ihres eigenen PCs für die Berechnung von Klimamodellen zur Verfügung stellen können. Allen trug zudem als Leitautor zur Erstellung des Dritten und Fünften Sachstandsberichts des IPCC bei.

## Leben und Wirken
Allen studierte Physik und Philosophie an der University of Oxford und schloss dieses Studium 1987 mit dem Bachelor ab. Anschließend war er u. a. für die Bellerive Foundation in Nairobi tätig und arbeitete dort anschließend 1989 als Energieberater. Wieder in Oxford nahm er ebenfalls 1989 ein Promotionsstudium auf und wurde 1992 dort in atmosphärischer, ozeanischer und planetarer Physik promoviert. Anschließend war er mehrere Jahre in Oxford als wissenschaftlicher Mitarbeiter angestellt und zeitweise auch am Massachusetts Institute of Technology (MIT) tätig. Nach weiteren Zwischenschritten in Oxford wurde er dort im Jahr 2011 zum Professor für Geosystemwissenschaft berufen.
Allen befasst sich primär mit menschlichen und natürlichen Einflüssen auf das Klima und auf Extremwetterereignisse. Er gilt als Erfinder der Attributionsmethode. 2003 publizierte er einen Nature-Artikel, in dem er als erster Wissenschaftler eine Methode beschrieb, wie Extremwetter dem Klimawandel zugeschrieben werden kann. Ein Jahr später analysierte er mit dieser die Hitzewelle in Europa 2003 und kam zu dem Ergebnis, dass ihr Auftreten durch den Klimawandel zweimal so wahrscheinlich geworden war.
2010 wurde er mit dem Institute of Physics Edward Appleton Medal and Prize ausgezeichnet, um seine „wichtigen Beiträge zur Erkennung und Zuschreibung des menschlichen Einflusses auf das Klima und zur Quantifizierung der Unsicherheit in Klimavorhersagen“ zu würdigen. 2023 wurde Allen zum Mitglied der Royal Society gewählt.

## Publikationen (Auswahl)
- Myles R. Allen et al.: A solution to the misrepresentations of CO2-equivalent emissions of short-lived climate pollutants under ambitious mitigation. In: npj. Climate and Atmospheric Science. Band 1, 2018, doi:10.1038/s41612-018-0026-8 (englisch).
- Alexander Otto et al.: Energy budget constraints on climate response. In: Nature Geoscience. Band 6, 2013, S. 415–416, doi:10.1038/ngeo1836 (englisch).
- Myles R. Allen et al.: Warming caused by cumulative carbon emissions towards the trillionth tonne. In: Nature. Band 458, 2009, S. 1163–1166, doi:10.1038/nature08019 (englisch).
- Malte Meinshausen et al.: Greenhouse-gas emission targets for limiting global warming to 2 °C. In: Nature. Band 458, 2009, S. 1158–1162, doi:10.1038/nature08017 (englisch).
- Myles R. Allen, David J. Frame: Call Off the Quest. In: Science. Band 318, Nr. 5850, 2007, S. 582–583, doi:10.1126/science.1149988 (englisch).
- Myles R. Allen: Liability for climate change. In: Nature. Band 421, 2003, S. 891–892, doi:10.1038/421891a (englisch).
- Myles R. Allen, William J. Ingram: Constraints on future changes in climate and the hydrologic cycle. In: Nature. Band 419, 2002, S. 228–232, doi:10.1038/nature01092 (englisch).
- Myles R. Allen et al.: Quantifying the uncertainty in forecasts of anthropogenic climate change. In: Nature. Band 407, 2000, S. 617–620, doi:10.1038/35036559 (englisch).